# Italosiren
Italosiren — викопний рід ранніх дюгонів з ранньоміоценової (аквітанської) формації Лібано на півночі Італії.

## Класифікація
Спочатку він був класифікований як вид Halitherium, H. bellunense, але згодом був визнаний ближчим до дюгоня, ніж до Halitherium schinzii, що зумовило необхідність встановлення нової родової назви Italosiren.